# Shabqadar
Shabqadar es una localidad de Pakistán, en la provincia de Khyber Pakhtunkhwa.
the place of beautiful people.